# Liste des sénateurs de la Savoie
Liste des représentants au Sénat pour le département de la Savoie de la Troisième République à nos jours.

## Cinquième République

### 2020- (en cours)
- Martine Berthet (LR)
- Cédric Vial (DVD)

### 2014-2020
- Jean-Pierre Vial (UMP puis LR)
- Michel Bouvard (UMP puis LR). Il démissionne le 1er juin 2017 et est remplacé par Martine Berthet élue lors d'une élection partielle en septembre 2017.

### 2004-2014
- Jean-Pierre Vial (UMP)
- Thierry Repentin (PS). De juillet 2012 à mai 2014, son suppléant André Vairetto le remplace, M. Repentin ayant été nommé ministre délégué dans le gouvernement Ayrault II.

### 1995-2004
- Roger Rinchet (PS)
- Jean-Pierre Vial (RPR puis UMP). Il est le suppléant de Michel Barnier devenu ministre, de 1995 à 1997. Michel Barnier retrouve son mandat jusqu'à sa démission en 1999. M. Vial reprend la suppléance jusqu'en 2004.

### 1986-1995
- Jean Blanc (CDS)
- Pierre Dumas (RPR)

### 1977-1986
- Jean Blanc (CDS)
- Roger Rinchet (PS)

### 1968-1977
- Jean Blanc (CDS)
- Jean-Baptiste Mathias (CDS). Décédé en 1974, il est remplacé par son suppléant Louis Marré.

### 1959-1968
- Pierre de La Gontrie
- Paul Chevallier

## Quatrième République

### 1958-1959
- Pierre de La Gontrie
- Paul Chevallier

### 1952-1958
- Pierre de La Gontrie
- Paul Chevallier

### 1948-1952
- François Dumas
- Pierre de La Gontrie

### 1946-1948
- François Dumas
- Jules Hyvrard

## Troisième République

### 1936-1944
- François Milan
- Maurice Mollard
- Antoine Borrel

### 1927-1936
- François Milan
- Maurice Mollard
- Georges Machet (mort en 1931)

### 1920-1927
- François Milan
- Maurice Mollard
- Georges Machet

### 1909-1920
- Antoine Perrier (mort en 1914)
- François Milan
- François Gravin
- César Empereur
- Charles Forest

### 1900-1909
- Antoine Perrier
- François Gravin

### 1891-1900
- François Gravin
- Charles Forest

### 1882-1891
- Nicolas Parent (mort en 1890). Puis Charles Forest
- François Carquet

### 1880-1882
- Nicolas Parent

### 1876-1880
- Frédéric d'Alexandry d'Orengiani
- Charles Dupasquier

## Sénateur inamovible
- 1875-1878 : Félix Dupanloup